# Pudgar
Pudgar je priimek več znanih oseb:
- Aljaž Pudgar (*1983), športnik triatlonec
- Avgust Pudgar (1942 - 2009), novinar, dopisnik, specialist za Afriko in Bližnji vzhod, komentator
- Danilo Pudgar (*1952), smučarski skakalec, trener
- Danilo Pudgar (*1953), montanist, gospodarstvenik (direktor Rudnika Mežica)
- Drago Pudgar (*1949), smučarski skakalec